# پس اتاناسواسکی

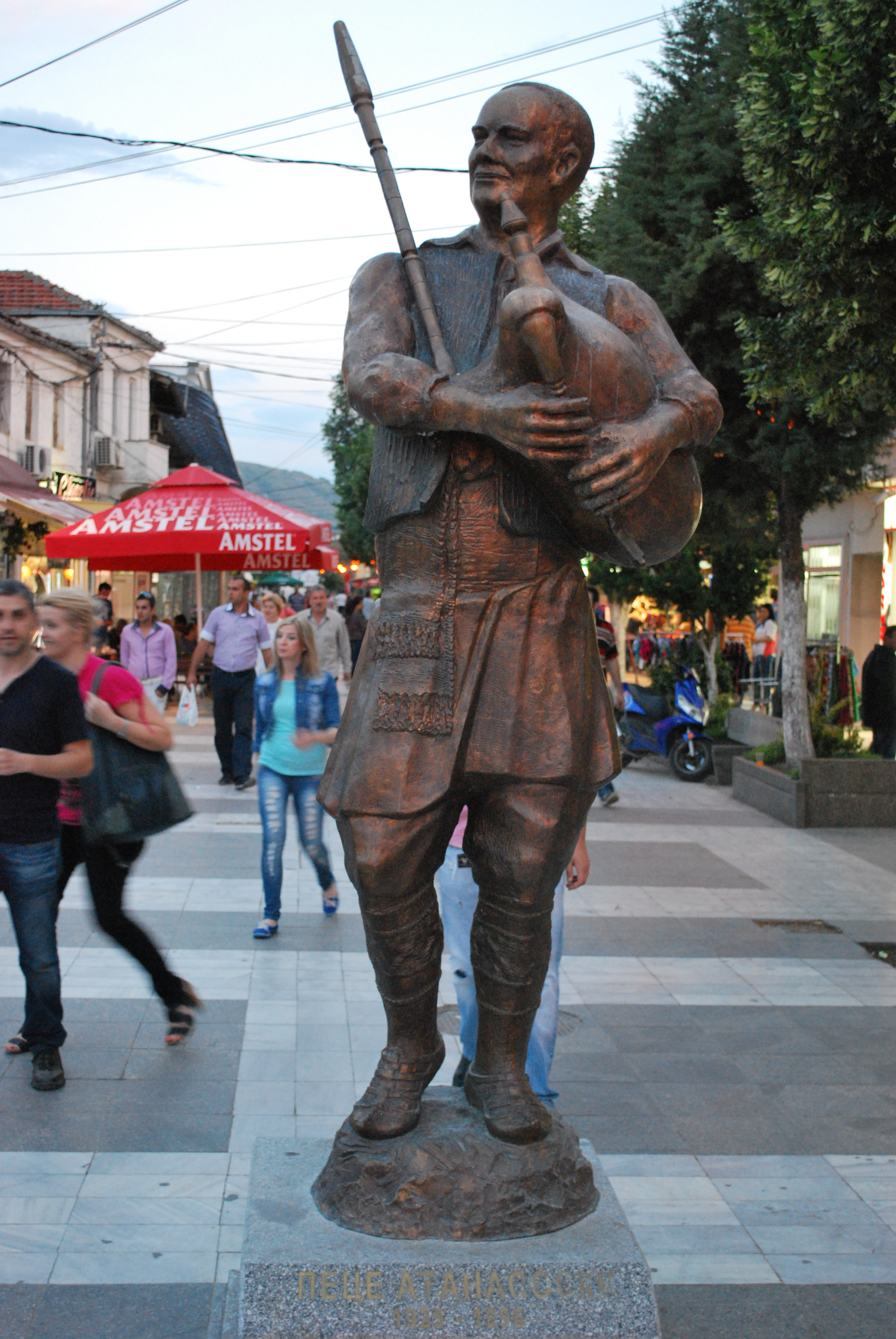

پس اتاناسواسکی، (به انگلیسی: Pece Atanasovski)، زاده و در گذشته (۱۹۹۶–۱۹۲۷)، یکی از بزرگ‌ترین خبرگان موسیقی و رقص مقدونی به‌شمار می‌آید. وی در روستای دولینی نزدیک شهر پریلپ در سال ۱۹۲۷ زاده شده است.
اتاناسواسکی، در ۱۹۷۰ سمینار تابستانی موسیقی و رقص فولکوریک مقدونی را برپا نمود.